# EMI
EMI（イーエムアイ）は、1931年から2012年まで存在したイギリスのレコード会社である。かつてはユニバーサル・ミュージック、ソニー・ミュージックエンタテインメント、ワーナー・ミュージックと共に4大レコード会社のひとつであった。音楽出版事業は2018年にソニーの子会社となる。
1931年に英コロムビアと英グラモフォン（HMV）が合併し、Electric and Musical Industries Ltdとして設立された。
1965年3月出版の「科学技術文献速報 2(12) 経営管理編」内においては、「エミイ社」とカタカナで記載されている。。

## 沿革

### 英コロムビア
- 1897年 - シリンダー型蓄音機「グラフォフォン」の製造・販売を行っていたコロムビア・フォノグラフ社のイギリス支店である「英コロムビア」として設立される。
- 1922年 - 米コロムビアから完全に独立する。
- 1926年 - ドイツのカール・リンドストレームが所有していた「オデオン」と「パーロフォン」を買収する。
- 1928年 - フランスのパテ・マルコニを買収する。
- 1931年 - 英グラモフォン（HMV）と合併し、Electric and Musical Industries Ltd（EMI）となる。

### 英グラモフォン（HMV）
- 1897年 - ディスク型蓄音機「グラモフォン」の製造・販売を行っていたベルリーナ・グラモフォン社のヨーロッパ進出のため、イギリスのオーエンがエミール・ベルリナーから蓄音機に関する特許を受け取り、ロンドンに「英グラモフォン」を設立する。
- 1898年 - ドイツのハノーファーに工場を設立し、クラシック音楽のレーベル「ドイツ・グラモフォン」の始まりとなる。
- 1907年 - のちに日本ビクターも用いるニッパー犬のマークを採用し、犬とともに記される"His Master's Voice"の頭文字から「HMV」と愛称される。
- 1925年 - 第一次世界大戦の勃発によって、英グラモフォンのドイツ支社であった「ドイツ・グラモフォン」がドイツ資本の会社となったため、新レーベル「エレクトローラ」を設立する。
- 1931年 - 英コロムビアと合併し、Electric and Musical Industries Ltd（EMI）となる。

### EMI
- 1931年 - 英コロムビアと英グラモフォン（HMV）が合併して、Electric and Musical Industries Ltdとして設立される。
- 1934年1月 - 最初のステレオ録音が、実験的に行われる(SP媒体を使った、一本溝によるステレオ録音)。内容は、トマス・ビーチャム指揮ロンドン・フィルハーモニー管弦楽団による、モーツァルト作曲の交響曲第41番「ジュピター」。
- 1949年9月 - テープ・レコーダーを使用した録音を開始[注釈 1]。
- 1951年7～8月 - 戦後に初めて再開されたバイロイト音楽祭の録音を行う。この音源はフルトヴェングラー指揮、ベートーヴェン作曲 交響曲第9番(合唱付)（7月29日ライブ録音）という歴史的名盤も含まれる。
- 1955年1月 - 1942年に設立されたハリウッドのレコード会社「キャピトル・レコード」と業務提携を開始し、同社の買収に乗り出す。
  - 2月4日 - ロンドンのキングス・ウェイ・ホールで、正規のステレオ録音を開始する。第1号はニコライ・マルコ指揮、フィルハーモニア管弦楽団演奏、プロコフィエフ作曲 交響曲第7番「青春」[注釈 2]である。
  - 後半頃 - 米キャピトル・レコードの買収が完了し、コロムビア・HMVの流れで続いていた米コロムビア・米RCAビクターとの業務提携が打ち切られる[注釈 3]。
- 1958年10月 - ステレオLPの発売を開始。第1回発売はレコード番号ASD251の、サー・トーマス・ビーチャム指揮、ロイヤル・フィルハーモニー管弦楽団演奏、R・コルサコフ作曲 交響詩「シェヘラザード」ほか
- 1968年-EMIのゴッドフリー・ハウンズフィールドがX線CTを発明。1972年には臨床用CT(EMIスキャナ)を製作(後に撤退)。[注釈 4]

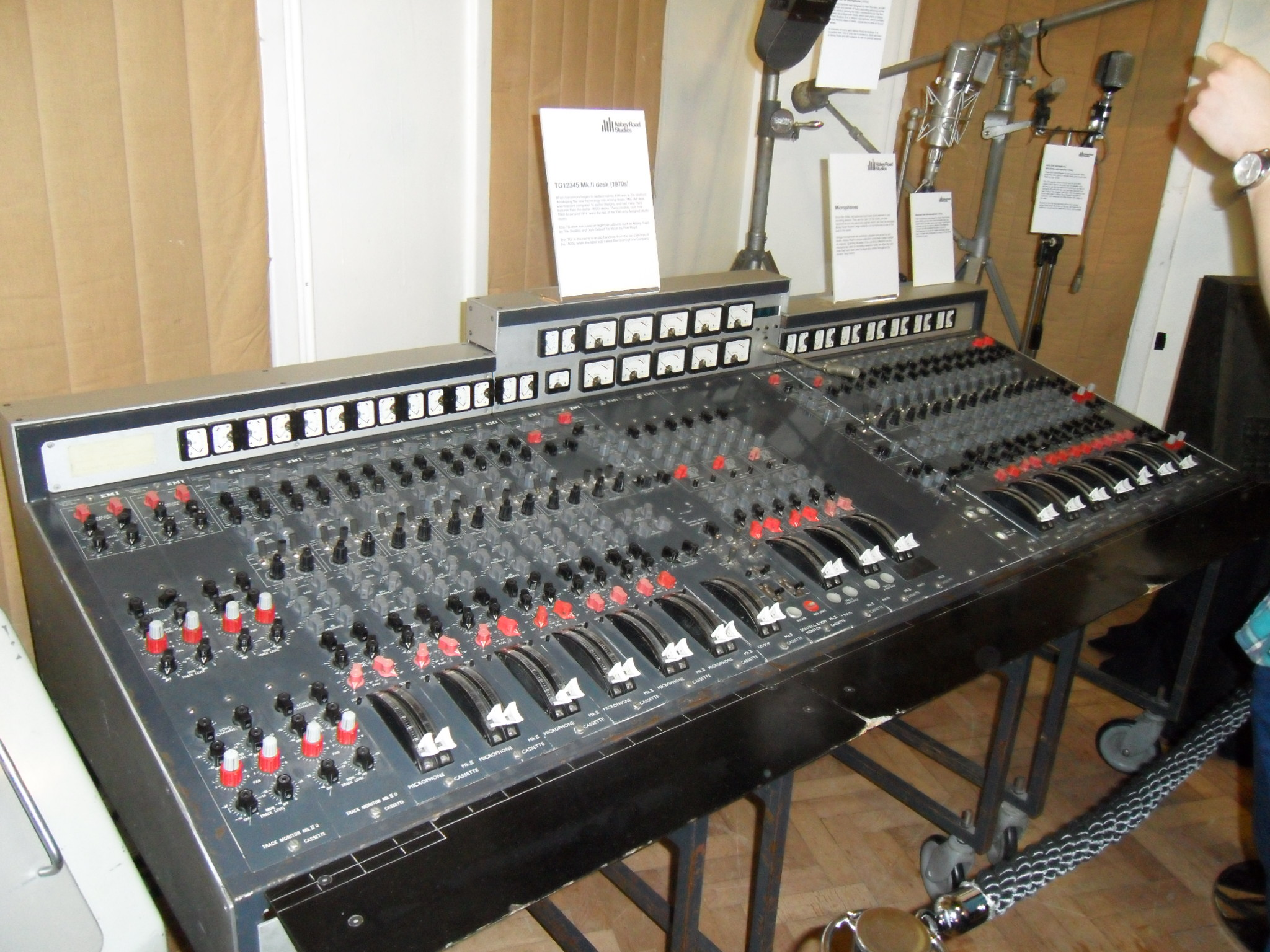
TG12345ミキシングコンソール

- アビー・ロード・スタジオ向けに当時においては先進的な半導体素子による設計のミキシング・コンソールTG12345（英語版）を自社開発する[2]。それまで使われていた真空管ベースのEMI REDD（英語版）の8チャンネル入力4チャンネル出力と比較して、24チャンネル入力8チャンネル出力及び各入力チャンネルにイコライザーとコンプレッサーを備えるなど当時広く使用されていた24トラックのマルチトラックレコーダーに合わせたスペックであり、ビートルズの「アビイ・ロード」やピンク・フロイドの「狂気」をはじめとして様々な名盤の録音に使用された。TG12345は2017年にオークションに出され1807500ドルで落札された。

- 1973年 - 日本の東芝音楽工業株式会社がEMIの資本参加を受け、東芝EMIと改称。[注釈 4]
- 1979年
  - CTを発明したハウンズフィールドがノーベル生理学・医学賞を受賞する。
  - 7月2・3日 - 自社のアビー・ロードの第1スタジオにて、初のデジタル録音を行う。第1号は、アンドレ・プレヴィン指揮、ロンドン交響楽団演奏、ドビュッシー作曲の「管弦楽のための映像」及び「牧神の午後への前奏曲」[注釈 5]である。
- 1982年11月 - EMIグループで世界初のCDが、日本の東芝EMIから発売される。CDの制作は当時のCBSソニーに委託した。
- 1992年 - イギリスのヴァージンを買収する。
- 1995年 - ドイツのインターコードを買収する。
- 2007年 - 東芝が音楽部門から撤退したことで、日本の東芝EMIはEMIの完全子会社となり、EMIミュージック・ジャパンに改称。
  - 英プライベート・エクイティ・ファンドのテラ・ファーマが、米金融大手シティグループからの融資を受けてEMIを42億ポンドで買収した。のちに世界金融危機などからEMIの業績が急速に悪化し、テラ・ファーマがEMIへ資金注入した[3]。
- 2009年12月 - テラ・ファーマは、シティグループを詐欺の疑いで提訴した[3]。
- 2011年2月1日 - シティグループがEMIの全株式を取得し、同社の経営権を掌握した[4]。
  - 11月11日 - ユニバーサル・ミュージックが、EMIのレコード部門を買収することについて株主のシティグループと合意したと発表した。また同日、ソニーを中心とした企業連合が、EMIの音楽出版事業を買収することについて株主のシティグループと合意したと発表した。
- 2012年
  - 6月30日 - ソニーが、EMIの音楽出版事業についての買収手続きが完了したと発表した。これにより、ソニーが世界最大の音楽著作権者となった。
  - 9月28日 - ユニバーサル・ミュージックがEMIのレコード部門の買収を完了した。これにより、ユニバーサル・ミュージックは世界最大の音楽事業会社としての地位を強化した。
- 2013年
  - 2月7日 - ユニバーサル・ミュージックが、EMIレコードの主要部門であるパーロフォン・レーベル・グループをワーナー・ミュージック・グループに売却することに合意した[5]。(ただし、ビートルズの一連の音源は、ユニバーサルとアップル・コアの合弁により設立されたカルダーストーン・プロダクションズに移管されることになる。)これに伴い、ビートルズを除く同音源が全世界のワーナー・ミュージックへ移行し、発売が開始される。日本ではワーナーミュージック・ジャパンへ移行され、同年9月から発売が開始された[6]。
- 2018年 - EMI Music Publishingをソニーの子会社であるSony Corporation of Americaが買収することを発表[7]。

## 主なレーベル
当初、EMIは傘下に多数のレーベルを抱える統括会社として存在していた。同名の「EMI」というレーベルが設立されたのは1972年のことである。
- EMI
- EMIクラシックス
- アップル・レコード
  - カルダーストーン・プロダクションズ
パーロフォン・レーベル・グループがワーナー・ミュージック・グループに買収される際、ザ・ビートルズ関連の音源をユニバーサル ミュージック グループに残留するために設立された原盤管理会社
- パーロフォン
- オデオン（en:Odeon Records）
- ハーヴェスト・レコード（en:Harvest Records）
- キャピトル・レコード
  - リバティ・レコード（en:Liberty Records）
  - ブルーノート・レコード
    - マンハッタン・レコード（en:Manhattan Records）
    - リアル・ワールド（en:Real World Records）
- クリサリス・レコード（en:Chrysalis Records、2005年で閉鎖）
- ヴァージン・レコード
  - カリスマ・レコード（en:Charisma Records）
  - アストラルワークス（en:Astralwerks）
- 百代（zh:科藝百代）

## 主なアーティスト
ここでは、キャピトル、ヴァージン・レコード、ブルーノート等の所属アーティストを除外する。

### クラシック音楽
- マリア・カラス
- ジュゼッペ・ディ・ステファーノ
- ビクトリア・デ・ロス・アンヘレス
- プラシド・ドミンゴ
- ヴィルヘルム・フルトヴェングラー
- オットー・クレンペラー
- カール・シューリヒト
- アルフレッド・コルトー
- ヴァルター・ギーゼキング
- エドウィン・フィッシャー
- パブロ・カザルス
- ディヌ・リパッティ
- キャスリーン・フェリアー
- エリーザベト・シュヴァルツコップ
- サンソン・フランソワ
- ジョルジュ・シフラ
- シャルル・ミュンシュ
- ジャクリーヌ・デュ・プレ
- アンドレ・クリュイタンス
- ジョン・バルビローリ
- エイドリアン・ボールト
- ジャン・マルティノン
- ルドルフ・ケンペ
- オイゲン・ヨッフム
- クラウス・テンシュテット
- リッカルド・ムーティ
- サイモン・ラトル
- アントニオ・パッパーノ
- アルバン・ベルク弦楽四重奏団
- ウィーン・フィルハーモニー管弦楽団
- ベルリン・フィルハーモニー管弦楽団
- ミュンヘン・フィルハーモニー管弦楽団
- 北ドイツ放送交響楽団
- バイロイト祝祭管弦楽団
- シュターツカペレ・ドレスデン
- パリ管弦楽団
- フランス国立管弦楽団
- ロンドン交響楽団
- ロンドン・フィルハーモニー管弦楽団
- フィルハーモニア管弦楽団
- バーミンガム市交響楽団
- フィラデルフィア管弦楽団
- サンクトペテルブルク・フィルハーモニー管弦楽団

etc…

### ポピュラー音楽
- クリフ・リチャード
- ビートルズ
- ホリーズ
- アニマルズ
- ピンク・フロイド
- ディープ・パープル
- ホワイトスネイク
- デヴィッド・ボウイ
- クイーン
- クラフトワーク
- テレックス
- ケイト・ブッシュ
- アイアン・メイデン
- シーナ・イーストン
- ティナ・ターナー
- ケイティ・ペリー
- デュラン・デュラン
- カイリー・ミノーグ
- ペット・ショップ・ボーイズ
- ジーザス・ジョーンズ
- セックス・ピストルズ
- EMF
- ブラー
- リー・ライアン
- リズ・マクラーノン
- RBD
- ブルー
- トーキング・ヘッズ（1984年以降、米加以外）
- エターナル
- 松任谷由実
- X JAPAN
  - Toshl
- 小沢健二
- AKB48
- SEKAI NO OWARI
- HaKU
- WOMCADOLE
- GLIM SPANKY
- Mrs. GREEN APPLE
  - 大森元貴
- My Hair is Bad
- Ado
- NOA
- 南無阿部陀仏
- ハルカミライ
- meiyo

etc…

## 保存活動
EMIアーカイブ・トラストという慈善団体はEMIおよびグラモフォンの様々な記録を保存している。うち1897年から1914年までの蓄音機用の円盤状レコードと蝋管は2023年に世界の記憶に登録された。